# Scripps Center
El Scripps Center es un edificio de oficinas de gran altura ubicado en 312 Walnut Street en la esquina de 3rd Street en el Distrito Central de Negocios de Cincinnati, la tercera ciudad más poblada del estado de Ohio (Estados Unidos).

## Descripción
Tiene 35 pisos y mide 142,65 m, lo que lo convierte en el cuarto edificio más alto de la ciudad, y el más alto agregado entre el edificio de la Carew Tower  en 1931 y la apertura en 2011 de la Great American Tower at Queen City Square (el edificio más alto de Cincinnati). Fue terminado en 1990, e incluye 46.000 m² de espacio para oficinas. Fue diseñado por los arquitectos Hoover & Furr de Houston; Glaser & Associates fue el arquitecto oficial. Space Design International también participó en la obra. Es la sede de E. W. Scripps.